# Потелицький заказник
Поте́лицький зака́зник — гідрологічний заказник загальнодержавного значення в Україні. Розташований серед пагорбів Розточчя, у Жовківському районі Львівської області, на захід від міста Рави-Руської і на північ від села Потелича (звідси й назва). 
Площа 162 га, створений 1980 року. Перебуває у віданні Потелицької сільської ради. 
Охороняється низинне болото в заплаві річки Рати. У рослинному покриві переважають типові болотні та лучні види; є зарості поростевої вільхи. З тварин трапляються сарна, свиня дика, лисиця, заєць, болотні та водоплавні птахи. 
Потелицький заказник входить до складу регіонального ландшафтного парку «Равське Розточчя».